# Roberto Ayala
Roberto Fabián Ayala (Paraná, 1973. április 14. –) argentin válogatott labdarúgó.
Generációjának egyik legjobb védőjének tartották, akinek fő erénye vezetői képessége volt. Argentínát 115 válogatott találkozón képviselte - ebből 63 alkalommal volt csapatkapitány - és három világbajnokságon vett részt.

## Pályafutása

### Klubcsapatban
Ayala szülőhazájában Argentínában, a Ferrocarril Oestenél kezdte pályafutását. Három szezont követően a River Plate-hez igazolt, ahol teljesítményével később felhívta magára az Európai klubcsapatok figyelmét.  
Ayala 1995-ben a Napoli játékosa lett, ahol három szezont töltött, ezalatt pedig 85 bajnokin lépett pályára. 1998-ban az AC Milan szerződtette, de itt két idény alatt mindössze 24 bajnokin szerepelt. 
2000 nyarán aláírt a spanyol Valenciához, amely 6,25 millió fontot fizetett érte és amelynek színeiben 275 tétmérkőzésen lépett pályára hét év alatt. 2000. szeptember 24-én mutatkozott be új csapatában a Numancia elleni 3-0-s győzelem alkalmával. Hamarosan alapember lett, honfitársával, Mauricio Pellegrino mellett a védelem tengelyében. Az általuk vezetett Valencia bejutott a 2001-es Bajnokok Ligája döntőbe, de ott büntetőkkel vereséget szenvedtek a német Bayern München ellen. Ayalát választották a sorozat legjobb védőjének. A következő szezonban a Valencia megnyerte a spanyol bajnokság 2001–2002-es kiírását. Sikerüket megismételték a 2003–2004-es szezon végén, valamint megnyerték az UEFA-kupát, amelynek döntőjében az Olympique de Marseille csapatát győzték le 2 – 0-ra.
Ayala ebben az időben az egyik legjobbnak számított a posztján, a valencia történetének egyik legjobb védőjeként tartják számon.
2007. február 7-én bejelentette, hogy távozik a csapattól, majd 2007. július 14-én hároméves szerződést írt alá a Real Zaragoza csapatához. Előtte nagy vihart kavart, hogy a Valencia regionális riválisához, a Villarrealhoz írt alá, ám Ayala a közvélemény miatt szerződését felbontotta, a Zaragoza pedig hatmillió eurós kivásárlási árat fizetett érte, úgy hogy egy tétmérkőzésen sem lépett pályára a Villarrealban. 2010 januárjában távozott a Zaragozától, majd 2010. február 2-án aláírt a Racing Clubhoz, ahol a szezon végén befejezte pályafutását.

### A válogatottban
Ayala 1994. november 16-án debütált az argentin válogatottban. 

## Sikerei, díjai

### Válogatott
- Olimpiai bajnok: 2004

### Klub

#### River Plate
- Argentin bajnok, Apertura: 1994

#### Milan
- Olasz bajnok: 1998–99

#### Valencia
- Spanyol bajnok: 2001–02, 2003–04
- UEFA-kupa-győztes: 2003–04

### Egyéni
- Az év csapatának tagja Dél-Amerikában: 1994[10]
- Az év legjobb védője az UEFA szavazásán: 2000–01[11]
- Az Európai SportMédia csapat tagja: 2003–04[12]
- A 2006-os világbajnokság All-Star csapatának tagja[13]